# Großsteingrab Wartenberg
Das Großsteingrab Wartenberg war eine mögliche megalithische Grabanlage der jungsteinzeitlichen Tiefstichkeramikkultur bei Wartenberg, einem Ortsteil von Bismark (Altmark) im Landkreis Stendal, Sachsen-Anhalt. Es wurde wohl spätestens im 19. Jahrhundert zerstört. Eine Beschreibung der Anlage liegt nicht vor, ihre mögliche Existenz ist nur durch die Bezeichnung „am großen Steine“ auf einem historischen Messtischblatt belegt.